# Malus jinxianensis
Malus jinxianensis là loài thực vật có hoa trong họ Hoa hồng. Loài này được J.Q. Deng & J.Y. Hong mô tả khoa học đầu tiên năm 1987.